# Maria Doroteia Joaquina de Seixas Brandão
Maria Doroteia Joaquina de Seixas Brandão   (Ouro Preto, 8 de novembre de 1767 - Ouro Preto, 9 de febrer de 1853) va ser una independentista brasilera, participant en la Conspiració Mineira. Va ser promesa del jurista i poeta Tomás Antônio Gonzaga, qui, suposadament, va inspirar-se en ella per escriure el personatge literari de Marília, la protagonista de Marília de Dirceu.

## Biografia

### Infantesa
Filla de Baltazar João Mayrink (Capità del Regiment de Cavalleria) i de Maria Doroteia Joaquina de Seixas, Maria Doroteia Joaquina va néixer a Vila Rica (actual Ouro Preto), on va ser batejada en la Basílica menor de Nostra Senyora del Pilar el dia 8 de novembre de 1767, amb el mateix nom de la seva mare.
Tingué quatre germans, dues noies (Anna Ricarda de Seixas Mayrink i Emerenciana Evangelista de Seixas Mayrink) i dos nois (José Carlos Mayrink, que va ser Senador de l'Imperi i Francisco de Paula Mayrink, qui fou tinent-coronel de cavalleria).
Va quedar orfe de mare el 24 d'agost de 1775, fet que va dur el pare a casar-se en segones núpcies amb Maria Madalena de São José. Després de morir la seva mare, va passar a residir amb els seus oncles, Antônia Cândida de Seixas i el seu marit, José Luis Sayão.

### Gonzaga i la Conspiració Mineira
Als 15 anys va conèixer el poeta i jurista Tomás Antônio Gonzaga, vint-i-tres anys més gran que ella. Es van prometre en matrimoni set anys després, el 1789.
Tots dos es van involucrar en un moviment que desitjava l'emancipació del territori de Minas Gerais (Inconfidência Mineira), que es va veure frustrat per la confessió d'un dels implicats, Joaquim Silvério dos Reis. Doroteia no va arribar a ser arrestada; per contra, va veure com el seu promès era detingut el 23 de maig de 1789, en el marc del procés judicial promogut pel Governador de l'estat, el Vescompte de Barbacena. Tomás Antônio va ser conduït a Rio de Janeiro, on ingresà en prisió.
El 1792 es va conèixer la sentència del judici. El líder del moviment, Tiradentes, va ser sentenciat a mort per alta traïció. Per la seva part, Gonzaga fou desterrat a Moçambic.

#### Marília de Dirceu

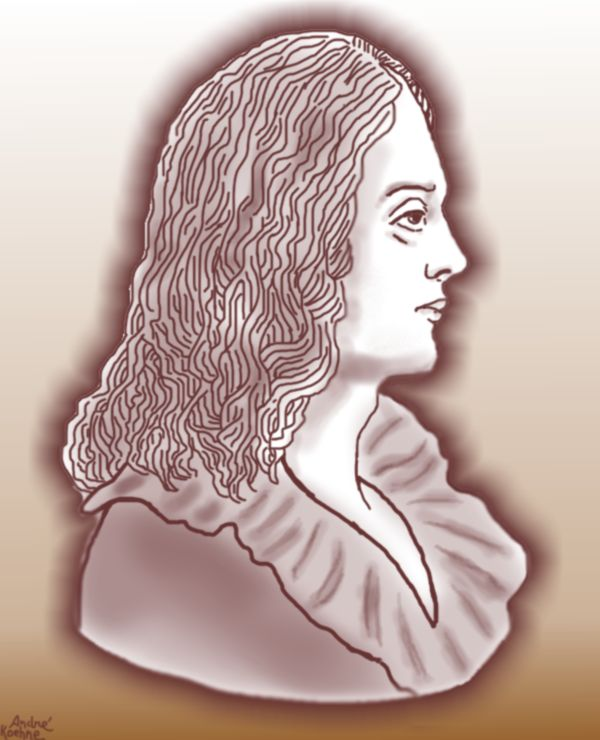
Retrat de Tomás Antônio Gonzaga.

Maria Doroteia, segons diversos autors, podria ser la inspiradora del personatge de Marília, protagonista de l'obra de Tomás Antônio Gonzaga Marília de Dirceu. Per a alguns, Tomás expressa en els seus versos l'amor que sentia per la Maria Doroteia; per a uns altres, ella servia només com a inspiració per aquests versos, sense que es tractés exactament de la mateixa persona. Per exemple, l'historiador Tarquínio José Barbosa de Oliveira, gran estudioso de les Cartas Chilenas de Gonzaga, la persona a qui Tomás dedica els seus versos era, en realitat, una adinerada vídua de Vila Rica, na Maria Joaquina Anselma de Figueiredo. La tesi és recolzada també per Letícia Malard, qui tampoc no reconeix a Maria Doroteia com la veritable musa dels versos del poeta.

### Reclusió voluntària
Després del judici, Maria Doroteia es va retirar a la hisenda de la família, anomenada Fundão das Goiabas, a Itaverava (Minas Gerais). No va tornar a la ciutat fins 1815, quan va morir el seu pare. Maria Doroteia es va recluir al Fundão, sense gairebé sortir de la residència. Va morir allà el 9 de febrer de 1853, als 85 anys, en la mateixa casa de Vila Rica on va néixer.
L'any 1955 les restes mortals de Maria Doroteia van ser retirats de la Basílica de Nostra Senyora de la Concepció i duts al Museu da Inconfidência, on descansa junt amb les restes de Tomás Antônio Gonzaga, gràcies a l'esforç de l'historiador Antônio Augusto de Lima Júnior.

#### Un presumpte fill
Una altra polèmica dins de la biografia de Maria Doroteia Joaquina tracta de la seva presumpta maternitat, que resta en meres especulacions, amb poques fonts fiables. El presumpte fill, anomenat Anacleto, seria en realitat el seu nebot, fill de l'Emerenciana amb el Tinent Coronel Manuel Teixeira Queiroga. Entre els que creuen en la maternitat de Maria Doroteia es troba l'escriptor Adelto Gonçalves, un gran coneixedor de l'obra de Tomás Antônio, que en el seu llibre Gonzaga, um poeta do Iluminismo va recolza aquesta hipòtesi.

## Representació en cinema i televisió
La vida de Maria Doroteia ha estat retratada en les pantalles en diverses ocasions:
- En la telenovel·la Dez Vidas (1969), interpretada per Maria Isabel de Lizandra.[14]
- En Os Inconfidentes (1972), dirigida per Joaquim Pedro de Andrade, Suzana Gonçalves va interpretar-la.[15]
- En Tiradentes (1999), pel·lícula d'Oswaldo Caldeira, va ser interpretada per Giulia Gam.[16]